# Armata di U Populu Corsu
Armata di U Populu Corsu (« Armée du Peuple Corse » en langue corse) est un groupe armé nationaliste corse né en mai 2004 et rendu inactif en octobre 2006 après l'interpellation de trois personnes par la SDAT.

## Histoire
Le groupe fait son apparition en mai 2004 en attaquant à la roquette la gendarmerie de Cauro, aucun blessé n'est à signaler. Ensuite, courant juillet ce sont les mairies de Calvi et de Lucciana qui sont attaquées. Le 29 juillet, l'APC revendique ces attentats et par là même critique la position de certains « caciques » de la lutte indépendantiste. Le 8 août, dans un second communiqué, le groupe hausse le ton et menace de s'en prendre de nouveau aux instances françaises en corse. L'APC vise « les fonctionnaires de passage sur l'île » en leur demandant de partir. Le 5 septembre, c'est l'annexe du Rectorat de l'Académie de Corse à Ajaccio qui est attaquée. Quelques jours plus tard, l'APC revendique une nouvelle attaque, cette fois à Afa contre le directeur du Géant Casino d'Ajaccio, en réponse à la « destruction progressive de la base productive nationale ». Le 10 octobre, le même bâtiment est attaqué et fait un mort et deux blessés légers dans le choc de l'explosion. Le 29 octobre, une bombe de faible intensité explose à la mairie de Bordeaux. Le 14 novembre, l'APC revendique l'attentat en avertissant l'UMP qu'ils ont les moyens de frapper « chaque fois que cela semblera utile ». Le 22 novembre, la visite de Dominique Perben, alors ministre de la Justice, est accompagnée d'un nouveau communiqué. L'APC y réclame le rapprochement de Corse des indépendantistes emprisonnés ainsi que l'arrêt des poursuites judiciaires à leur encontre. Le 6 janvier 2005, l'APC envoie un communiqué à l'AFP qui ébranle les autorités. Dans ce texte, l'APC menace ouvertement d'assassiner « un représentant de l'occupant en poste sur l'île ». Dominique de Villepin estime « inacceptables et inqualifiables de tels communiqués ». La SDAT, la DRPJ de Paris et la Division interrégionale de la police judiciaire de Marseille sont chargés de l'enquête sur ce groupe considéré comme « parmi les plus dangereux ». Le 22 février 2005, un militant est arrêté et placé en garde à vue pendant 40 heures pour avoir diffusé ce communiqué. Le 20 juillet 2005, l'APC se prononce contre les élections, s'en prend aux nationalistes qui ont choisi la voie politique et appelle les patriotes à rejeter cette voie. Le 9 décembre 2005, l'APC et le FARC (Front Armée Révolutionnaire Corse) autoproclament la « République de Corse » s'en prenant aux FLNC-Union des combattants (FLNC-UC) et FLNC du 22-Octobre qui n'ont pas pris part à cette autoproclamation. En 2006, la police assure avoir mis fin au groupe et le 9 octobre, elle procède à l'arrestation de trois militants.

## Idéologie
L'Armata di U Populu Corsu refuse toute voie politique et boycotte les élections. La libération de la Corse doit être militaire. L'APC exprime ouvertement sa foi catholique en se référant dans ces communiqués à la Vierge. L'APC se prononce pour une indépendance de la Corse « mais tout en restant librement associée à la France ». L'APC est constituée de déçus du FLNC-UC,

## Actions
Une liste des six actions revendiquées par l'APC :
- Mai 2004 : Première action du groupe : attentat à la roquette contre la gendarmerie de Cauro.

- Juillet 2004 : Attaque des mairies de Calvi et de Lucciana.

- 5 septembre 2004 : Attentat contre l'annexe du Rectorat de l'Académie de Corse.

- 10 octobre 2004 : Attentat contre l'inspection académique d'Ajaccio.

- 29 octobre 2004 : Attentat contre la mairie de Bordeaux.

- octobre 2004 : Attentat contre la villa du directeur de Géant Casino Ajaccio.

- 9 octobre 2006 : Trois jeunes d'une vingtaine d'années sont interpellés en Haute-Corse dans l'enquête sur les attentats contre la mairie de Lucciana et d'un débit de boisson voisin.

En 2006 : La police se félicite d'avoir décapité l'Armata di u Populu Corsu  auprès de la presse.